# Movimiento Unido de Pueblos Indígenas
Movimiento Unido de Pueblos Indígenas (MUPI) es un partido político regional del Estado Amazonas, Venezuela. Fue fundado en 1997 bajo la corriente ideológica indigenista, orientando sus políticas para mejorar la calidad de vida de los pueblos indígenas de ese estado.
En 1998 participa en las elecciones para elegir gobernador del Estado Amazonas, apoyando la candidatura de Nelson Silva que también tenía el apoyo de COPEI, PPT, MVR y el otro partido regional indigenísta Puama, sin embargo, el candidato resultó vencido por José Bernabé Gutiérrez de Acción Democrática, la votación por la tarjeta de MUPI en esa elección fue muy reducida, apenas 0,13% votos fueron aportaros por esa organización a Silva. MUPI junto al PPT y el MVR decidieron impugnar la elección de Bernabé Gutiérrez, pero la medida no tuvo efecto.
En las elecciones del 30 de julio de 2000 para elegir nuevamente gobernador apoyan la candidatura de Liborio Guarulla del PPT, que pierde frente a Bernabé Gutiérrez, pero meses después son repetidas las elecciones en siete mesas por presunto fraude obteniendo la victoria Guarulla. En las elecciones regionales de 2004 MUPI decide postular únicamente a un candidato a alcalde en el Municipio Maroa que queda segundo con el 38,5% de los votos frente al candidato oficialista del MVR, que logró el 61% de los sufragios.
En las elecciones parlamentarias de 2005 MUPI logra vencer la alianza que habían forjado el MVR, Puama y el PPT al lograr obtener el 48% de los votos frente al 44% de esa coalición obteniendo uno de los cuatro escaños de Amazonas para la Asamblea Nacional de Venezuela, así queda como el principal partido del Estado Amazonas.